# П'ята сирійська війна
П'ята сирійська війна — конфлікт між Єгиптом Птолемеїв і державою Селевкідів, котрий припав на проміжок часу між 202 та 195 роками до н. е.

## Причини та початок війни

Мапа Східного Середземномор'я із виділеною зеленим кольором спірною Келесирією (відображує точку зору на перебування Дамаску під владою Селевкідів ще до початку П'ятої Сирійської)

Невдовзі після початку свого правління сирійський цар Антіох III спробував завоювати Келесирію (у широкому розумінні цього терміна — тобто Фінікію, Палестину та Зайордання), якою володів Птолемеївський Єгипет. Після початкових успіхів у Четвертій Сирійській війні він зазнав поразки у вирішальній битві при Рафії та втратив всі завоювання (217 р. до н. е.). Це змусило Антіоха звернути увагу на інші регіони — спершу він у 216—214 рр. до н. е. займався придушенням повстання Ахея у Малій Азії, після чого протягом десятиліття воював на сході своєї величезної держави. Нарешті, завершивши у 204 р. до н. е. похід до тієї частини Аравії, яка примикає до Перської затоки, він вирішив повернутись до своїх планів з захоплення Келесирії. Слушну нагоду для повторної спроби створювало те, що на єгипетському престолі опинився малолітній Птолемей V, а на півдні держави Птолемеїв вже кілька років палало потужне повстання автохтонного населення (у 204 р. до н. е. бунтівники змогли остаточно захопити Фіви та вигнати всі урядові гарнізони з Верхнього Єгипту).
Уклавши додатково союз із македонським царем Філіппом V, котрий націлився на володіння Птолемеїв у Егеїді, Антіох виступив проти Єгипту. Оскільки до наших часів дійшли лише уривчасті відомості про цей конфлікт, існують різні точки зору, коли саме він почався — у 202 або 201 р. до н. е. Якщо правильною є пізніша дата, це означає, що Антіох та Філіпп почали свої кампанії проти держави Птолемеїв одночасно (македонський цар у 201 р. до н. е. в межах Критської війни захопив головну базу єгипетського флоту в Егеїді — острів Самос).

## Бойові дії у Келесирії
Щодо кампанії 202—201 (або просто 201) років до н. е. Полібій повідомляє, що сильний спротив Антіохові вчинило місто Газа, розташоване на самій південній межі Палестини, на початку пустелі, котра відділяє її від власне Єгипту. Також відомо, що під час наступного контрнаступу єгиптян вони залишили гарнізон у Єрусалимі, а після невдалої битви зачинились у фінікійському місті Сідон. Таким чином, у першій фазі війни війська сирійського царя захопили Зайордання та Палестину (зокрема Єрусалим), проте під контролем Птолемеїв залишилась щонайменше одна приморська твердиня в Фінікії. 
Цілком можливо, що до здобутків Антіоха також належав південносирійський Дамаск. Останньою (перед П'ятою Сирійською) беззаперечною звісткою з античних джерел про його статус є повідомлення з часів завершального етапу Третьої Сирійської війни про невдалу облогу Дамаску Птолемеєм III. Втім, при створенні сучасними дослідниками реконструкції подій володіння цим містом на момент початку П'ятої Сирійської було в руках єгиптян.  
Відносно зустрітого Антіохом спротиву можливо лише вибудовувати здогади. З однієї сторони, Полібій визнає за мешканцями Келесирії військову мужність, проте одночасно особливо виділяє серед них газян, підкреслюючи такі їх якості як чесність та вірність по відношенню до союзників. З цього можуть робити висновок про відносно легке захоплення Келесирії та наступну важку облогу Гази. Остання повинна була скоритись не пізніше осені 201 р. до н. е., тобто до початку єгипетського контрнаступу.
Взимку 201/200 р. до н. е. військо Птолемеїв під командуванням етолійського полководця Скопаса вторгнулось до Келесирії та повернуло її під свій контроль (можливо відзначити, що під час попередньої Четвертої Сирійської війни Антіох після кампаній 219 та 218 років відходив на зимові квартири до Сирії, залишаючи для контролю території лише гарнізони). Подробиці цього наступу етолійця невідомі, за виключенням того, що єгипетський гарнізон розмістився у Єрусалимі. Ймовірно, тоді ж були поставлені залоги у Самарії, Гадарі та Абілі (два останні міста відносились вже до північного Зайордання).
У кампанії 200 р. до н. е. єгипетське військо зазнало важкої поразки у вирішальній битві при Паніоні (північніше Тиверіадського озера, на західному схилі гори Гермон). Після цього військо Антіоха повернуло собі Зайордання та Палестину, зокрема, вигнало ворожі залоги зі згаданих вище Абіли, Гадари, Самарії та Єрусалиму. В останньому випадку сприяння у цьому надала юдейська община.
Що стосується Скопаса, то він після паніонської поразки зі значним (10 тисяч осіб) загоном відступив до Сідону, де протягом 200—198 рр. до н. е. витримував облогу. Під час Четвертої Сирійської саме тут укрилось єгипетське військо після битви при Порфіріоні (218 р. до н. е.), проте тоді вистояти фортеці допомогла рішуча перемога єгиптян у наступному році. Тепер же Сідон змогли заблокувати з суші та з моря і в підсумку примусили його захисників капітулювати через голод.

## Похід Антіоха до Малої Азії
Придушивши опір супротивника у Келесирії, сирійський цар у 197 р. до н. е. вирушив до Малої Азії, де за Птолемеями ще рахувались окремі володіння — Західна Кілікія, Лікія, кілька міст Карії (Кавн біля межі з Лікією та Галікарнас і Мінд на Галікарнаському півострові), іонійський Ефес. Цілком можливо також, що приблизно 200 р. до н. е. єгиптяни змогли відбити Самос у Філіппа V, проте на момент походу Антіоха сили Птолемеїв вже полишили острів.
Відрядивши синів з передовими загонами до Сард, сам Антіох ІІІ виступив уздовж південного узбережжя півострова. Його супроводжував флот із сотні палубних кораблів та двохсот допоміжних суден. Цілий ряд міст Західної Кілікії добровільно чи з остраху піддались сирійському царю і лише Коракесій (сучасна Аланія) вирішив закрити перед ним ворота, так що його прийшлось брати у облогу.
Далі Антіоху вдалось встановити контроль над Памфілією (після Третьої сирійської війни ця область залишалась у Птолемеїв, проте ще до початку П'ятої сирійської війни її міста почали карбувати автономну монету) і Лікією. Також, ймовірно, він зайняв своїм гарнізоном головне місто східної Карії Стратонікею, в якому до того стояла залога Філіппа V. Останній в тому самому 197 р. до н. е. зазнав остаточної поразки у Другій македонській війні та за умовами мирного договору зобов'язався передати Стратонікею родосцям, втім, як повідомляє Лівій, отримати це місто Родос зміг лише потім від Антіоха ІІІ (коли і на яких умовах невідомо).
Що стосується карійських міст, котрі належали Птолемею, то підкорити їх у 197 р. до н. е. Антіоху завадили щойно згадані родосці. Те саме стосується і острівного Самосу. А от розташований на материку Ефес перейшов під владу Селевкіда, котрий облаштувався тут на зиму.

## Завершення війни
У 196 р. до н. е. до Антіоха, котрий займався встановленням своєї влади над містами Геллеспонту, дійшли чутки про смерть єгипетського царя. Це примусило Селевкіда спішно вирушити у морський похід з наміром захопити сам Єгипет. Втім, у лікійській Патарі стало відомо, що Птолемей V живий. Тоді Антіох ІІІ вирішив відібрати у єгиптян хоча б Кіпр, проте спершу його затримав у Памфілії бунт веслувальників, а потім сирійський флот потрапив у страшну бурю, під час якої втратив багато кораблів та людей. Як наслідок, Антіох був змушений полишити плани кіпрського походу та вирушити на зимівлю до Селевкії Пієрії.
Тим часом в Єгипті продовжувалось повстання автохтонного населення. Хоча в 199 р. до н. е. урядовим військам і вдалось повернути під контроль головне місто півдня Фіви, проте бунтівники продовжували активну партизанську війну аж до Середнього Єгипту. В 197 р. до н. е. також стався заколот в дельті Нілу, з чималими зусиллями придушений військами Птолемеїв. Тим часом, хоча римляни і були невдоволені просуванням Антіоха в район Геллеспонту, проте не бажали негайного військового конфлікту з ним, оскільки передусім звернули свою увагу на лакедемонського тирана Набіса. В таких умовах єгиптяни пішли на укладення мирної угоди, котра погіршила їх становище у порівнянні із довоєнним статус-кво.
За угодою Птолемея V одружили на доньці Антіоха ІІІ Клеопатрі. Келесирія перейшла під контроль Селевкидів, котрий, втім, певний час залишався неповним: за твердженням Йосипа Флавія, зібрані тут податки йшли як сирійському, так і єгипетському царям, при цьому відкупники для їх збору могли використовувати надані Птолемеями збройні загони.
Також можливо відзначити, що у 190 р. до н. е. єгиптяни на тлі великих проблем Антіоха ІІІ у війні з Римом вчинили провокативний напад на союзний Селевкідам фінікійський Арвад. Втім, римляни не побажали розширення конфлікту та не заохотили Птолемеїв до подальших дій, що допомогло сирійському царю зберегти свої здобутки у П'ятій сирійській війні. З іншої сторони, плани Антіоха по впливу на Єгипет за допомогою матримоніальних зв'язків не справдились, оскільки Клеопатра не стала провадити заплановану батьком політику.  